# EXpress
 (août 2009).
Si vous disposez d'ouvrages ou d'articles de référence ou si vous connaissez des sites web de qualité traitant du thème abordé ici, merci de compléter l'article en donnant les références utiles à sa vérifiabilité et en les liant à la section « Notes et références ».
Le logiciel eXpress est un logiciel de testabilité conçu par la compagnie américaine DSI International et distribué en France par le groupe  SPHEREA. Il est considéré à ce jour, par les spécialistes, comme le meilleur logiciel de testabilité.[réf. nécessaire]
Il est principalement utilisé :
- lors de la réalisation d'un programme de test afin de déterminer la stratégie de test optimale et d'en quantifier les performances de testabilité,
- lors du développement d'un équipement ou d'un système (avion, voiture, char...) afin de s'assurer que les performances sont conformes aux exigences de maintenabilité ou dans le cas contraire, proposer des solutions aux concepteurs du système.

## La testabilité
La testabilité est le secteur de l'ingénierie dans lequel les spécialistes vont déterminer définir et évaluer les stratégies de tests pour optimiser les performances de détection et de localisation de pannes sur un système complexe. Ce domaine d'ingénierie est complémentaire de l'Ingénierie des Systèmes visant à réaliser un système opérationnel ainsi que de la Sûreté de fonctionnement. Elle peut être considérée comme la science des tests.
Si on prend comme exemple celui d'un avion, d'un char, ou encore d'un véhicule, pour des raisons de disponibilité du système (véhicule), il est très important de pouvoir détecter les pannes ainsi que de pouvoir identifier dans les plus brefs délais l'élément défaillant. 
La localisation de la panne permettra alors, par remplacement de l'élément défectueux, de rétablir les fonctions de l'équipement défaillant.

### Principales étapes de le testabilité
Les principales étapes de testabilité à réaliser lors de la conception d'un équipement sont les suivantes :